# Saison 2020-2021 du Biarritz olympique Pays basque
Cette page présente la saison 2020-2021 du Biarritz olympique Pays basque en Pro D2 qui est la cent cinquième saison de l'histoire du club.
L'équipe évolue sous les directives de Nicolas Nadau et Shaun Sowerby pour la deuxième saison consécutive. Elle termine à la troisième place du classement. Battue en finale par Perpignan, elle remporte le match d'accession au Top 14 contre l'Aviron bayonnais.

## Avant-saison

### Transferts estivaux
Le club prépare son recrutement dès l'automne 2019 avec la signature annoncée de Gilles Bosch. Alors que la saison 2019-2020 est interrompue par la pandémie de Covid-19, le BO annonce le recrutement de plusieurs joueurs de Top 14 (François Da Ros, Kevin Gimeno, Brieuc Plessis-Couillaud, Johnny Dyer et les prêts de Luka Azariashvili et Ushangi Tcheishvili). Il engage également l'international néo-zélandais Francis Saili et le Wallaby Henry Speight. Andrew Cramond et Darly Domvo complètent le renforcement du groupe professionnel.
Côté départs, Asier Usarraga est recruté par l'Aviron bayonnais. Plusieurs joueurs en fin de contrat ne sont pas reconduits (Elvis Levi, Léo Bastien, Pierre Bernard, Kalivati Tawake, Charles Bouldoire, Callum Wilson, Leone Ravuetaki), tandis que le capitaine Edwin Hewitt est contraint de mettre un terme à sa carrière à cause d'une grave blessure. Jarrod Poï retourne au Stade toulousain après deux saisons en prêt. Enfin, Nick Smith, Heath Backhouse et Leroy Houston sont libérés de leur contrat. En août 2020, Jean-Baptiste Singer est également libéré pour s'engager au Stade aurillacois.
Le club annonce également la prolongation des contrats de joueurs : Evan Olmstead (2022), François Vergnaud (2023), Guy Millar (2023), Ilian Perraux (2022), Vakhtangi Akhobadze (2023), Ximun Lucu (2022), Willie Du Plessis (2021) et Lucas Peyresblanques (2023).

### Transferts en cours de saison
Le 15 septembre 2020, le club annonce la signature du deuxième ligne international belge Sven D'Hooghe en tant que joueur supplémentaire en provenance du Stado Tarbes.
Le 1er février 2021, Joshua Furno, déjà passé par le club lors de la saison 2013/2014, s'engage en tant que joker médical d'Evan Olmstead.

#### Arrivées groupe professionnel
- François Da Ros, talonneur (CA Brive)
- Luka Azariashvili, pilier (Montpellier RC)
- Ushangi Tcheishvili, pilier (Montpellier RC)
- Andrew Cramond, deuxième ligne (RC Vannes)
- Sven D'Hooghe, deuxième ligne (Stado Tarbes PR)
- Joshua Furno, deuxième ligne (Bidart UC)
- Kévin Gimeno, deuxième ligne (Castres olympique)
- Johnny Dyer, troisième ligne (Racing 92)
- Gilles Bosch, demi d'ouverture (Carcassonne)
- Brieuc Plessis-Couillaud, centre (Stade rochelais)
- Francis Saili, centre (Harlequins)
- Henry Speight, centre (Queensland Reds)
- Darly Domvo, arrière (sans club)

#### Départs groupe professionnel
- Kalivati Tawake, pilier (CA Périgueux)
- Elvis Levi, talonneur (US Dax)
- Léo Bastien, deuxième ligne
- Edwin Hewitt, deuxième ligne (arrêt)
- Jean-Baptiste Singer, deuxième ligne (Stade aurillacois)
- Leroy Houston, troisième ligne
- Asier Usarraga, troisième ligne (Aviron bayonnais)
- Pierre Bernard, demi d'ouverture (RC Bassin d'Arcachon)
- Nick Smith, demi d'ouverture
- Jarrod Poï, centre (AS Béziers)
- Leone Ravuetaki, centre (CA Périgueux)
- Callum Wilson, centre (Valence Romans)
- Charles Bouldoire, arrière (Valence Romans)

#### Arrivées Espoirs
- Léo Carella, talonneur (Section paloise)
- Bastien Darriet, talonneur (Union Bordeaux Bègles)
- James Chalk, troisième ligne (Northampton Saints)
- Emerick Delcamp, troisième ligne (Lyon OU)
- Timu Keenan, troisième ligne (Queensland)
- Rémi Brosset, ailier (SU Agen)
- Joe Jonas, arrière (Glenwood High School (en))

#### Départs Espoirs
- Ximun Bessonart, pilier (Stado Tarbes PR)
- Heath Backhouse, deuxième ligne (Pumas)
- Arthur Casenave, troisième ligne (Saint-Jean-de-Luz olympique)
- Charly Freschi, troisième ligne (Saint-Jean-de-Luz olympique)
- Théo Dassance, demi-de-mêlée (Saint-Jean-de-Luz olympique)
- Ciaran Breen, centre (UBC Thunderbirds)
- Tom Redon, centre (Saint-Jean-de-Luz olympique)
- Yon André, ailier (Union Cognac Saint-Jean-d'Angély)[31]
- Florian Terradot, ailier (Saint-Jean-de-Luz olympique)

### Préparation de la saison
Le club prévoit trois matchs amicaux contre l'Union Bordeaux Bègles le 14 août, la Section paloise le 21 août et le Stade montois le 27 août. Contre les deux pensionnaires du Top 14, le BO concède deux défaites (12-48 contre l'UBB et 5-7 contre Pau), avant de s'imposer contre le Stade montois 29 à 19.

## Saison régulière
Le calendrier de Pro D2 est dévoilé le 16 juillet 2020 avec une réception de l'USA Perpignan pour la première journée. Le match est programmé en ouverture du championnat et est ainsi la première rencontre officielle jouée en France depuis la fin anticipée des compétitions de la saison précédente en mars 2020.

### Championnat

#### Première phase aller
Pour l'ouverture du championnat, les Biarrots alignent sept recrues (Da Ros, Gimeno, Dyer, Bosch, Saili, Plessis-Couillaud et Speight) et s'imposent face à Perpignan grâce notamment à deux essais en première période (21 à 12). À Montauban, le BO fait la course en tête toute la rencontre grâce à un sans faute de Gilles Bosch (6/6) et à trois essais, mais encaisse quatre pénalités dans les dix dernières minutes, perdant sur le fil (30-33).
Pour leur deuxième match à domicile, les Biarrots reçoivent un Béziers mal classé dans des conditions météorologiques difficiles. Malmenés et en infériorité numérique durant une majeure partie de la seconde période (trois jaunes et un rouge), les rouge et blanc s'imposent sur le fil (24 à 21). Une semaine plus tard à Rouen, ils parviennent à enchaîner une deuxième victoire de rang malgré quatre cartons jaunes.
Après une semaine de trêve, le championnat reprend le 11 octobre avec la réception de Carcassonne. Après une première période équilibrée, les Biarrots prennent le large après la pause et inscrivent cinq essais, emportant leur premier bonus offensif de la saison. Le BO est temporairement premier au classement devant Oyonnax (qui compte un match en moins). La rencontre entre les deux équipes, prévue la semaine suivante, est reportée en raison de cas de Covid-19 dans l'effectif oyonnaxien. Le match suivant contre Colomiers est à son tour reporté en raison de la détection de plusieurs cas de Covid-19 dans le groupe biarrot.
Le 19 octobre, Gilles Bosch et Lucas Peyresblanques reçoivent respectivement l'Oscar du meilleur joueur du mois de septembre et l'Oscar Barbarians de Midi Olympique.
Le 25 octobre, la LNR annonce que le match prévu pour la huitième journée du championnat à Aurillac le 30 octobre est à son tour reporté.
Après quatre semaines de pause, le BO retrouve la compétition à domicile et à huis clos contre le leader Vannes, qui reste sur six victoires consécutives. Étouffés par les Bretons, les Biarrots s'inclinent 14 à 16 malgré un essai en fin de match de Perraux, qu'il ne parvient pas à transformer pour arracher le nul. La semaine suivante a lieu le match en retard de la huitième journée à Aurillac, toujours à huis clos. Revanchards, les Basques font rapidement la course en tête grâce à deux réalisations de Lucu et Barry et à un sans faute de Perraux titularisé à l'ouverture. Vainqueurs 23 à 10, ils recollent au groupe de tête au classement. Ils confirment la semaine suivante contre la lanterne rouge Angoulême en s'imposant 15 à 6 grâce notamment à deux essais sur pénaltouche.
A Aix-en-Provence, les Biarrots ne parviennent pas à profiter d'une double infériorité numérique de leurs adversaires et ne peuvent faire mieux qu'un match nul (16-16) malgré deux pénalités obtenues en fin de match, que Bosch ne parvient pas à convertir. Le jeudi suivant et pour leur deuxième déplacement consécutif, les Biarrots résistent une mi-temps à Nevers avant de céder au début du second acte avec deux essais encaissés sur pénaltouche (défaite 37 à 18), concédant sa plus lourde défaite depuis le début de la saison. De retour à Aguiléra et toujours à huis clos, le BO concède le match nul contre un Stade montois relégable en encaissant une pénalité sur la dernière action du match et enchaîne un troisième match sans victoire.
Les Biarrots renouent avec la victoire sur la pelouse de Grenoble la semaine suivante grâce notamment à deux essais précoces d'O'Callaghan et Barry (18 à 14), reprenant la quatrième place au classement.
Pour le premier match de l'année 2021, le BO s'incline à Aguiléra contre la lanterne rouge Valence à la dernière minute après notamment une première mi-temps catastrophique (un carton rouge et un carton jaune). Les Biarrots remontent malgré tout à la troisième place grâce à un double bonus.

#### Première phase retour
Les Biarrots compensent les points perdus en confirmant leur bonne forme à l'extérieur la semaine suivante sur la pelouse du dauphin Vannes (victoire 16-14) puis en remportant leur première victoire à Aguiléra depuis le 20 novembre contre Montauban avec le bonus offensif (31 à 3).
Le 28 janvier, le BO s'impose pour la première fois de son histoire à Colomiers grâce à un essai de plus de 80 mètres sur la dernière action du match, signant son quatrième succès consécutif à l'extérieur. Il récidive la semaine suivante contre le même adversaire en match en retard, glanant le bonus offensif face à des Columérins réduits à 13 après deux cartons rouges en première période.
La rencontre contre Provence rugby est décalée au lundi 15 février en raison de la quarantaine imposée aux internationaux géorgiens après leur match contre la Russie la semaine précédente. Largement en tête avec trois essais inscrits à la pause, le BO subit le retour aixois en seconde période mais préserve la victoire (29-24).
A Carcassonne, le BO ne parvient pas à poursuivre sa série de victoires malgré les retours de Lazzarotto et Stark. En échec face aux perches (0/3), les Biarrots repartent sans bonus pour la deuxième fois de la saison après la défaite à Nevers. Ils retrouvent la victoire la semaine suivante face à Grenoble 22 à 13, confortant leur troisième place. À Valence, ils lavent l'affront du match aller en s'imposant avec le bonus offensif et six essais inscrits (44 à 22).
Contre Oyonnax puis à Béziers, le BO réalise de bonnes entames, avant de s'effondrer en seconde période pour deux nettes défaites (21-34 et 15-41). Les rouges et blancs se reprennent contre Nevers (victoire 23 à 12) et parviennent à ramener un bonus défensif de Perpignan (défaite 27-29) et de Mont-de-Marsan (17-20). Après avoir battu Aurillac à Aguiléra, le BO assure sa troisième place grâce à sa victoire à Angoulême, avant de terminer sa saison régulière en battant Rouen à domicile.

#### Classement de la première phase
A la fin de la première phase, le Biarritz olympique termine troisième du classement avec 91 points, son meilleur bilan depuis la descente du club en 2014. Il n'a jamais quitté les places qualificatives durant toute la durée de la phase régulière. Avec huit victoires et un nul à l'extérieur et trois défaites et un nul à domicile, il est à +8 au classement britannique. Il dispose de la quatrième attaque (700 points inscrits) et de la troisième défense (578 points encaissés) du championnat.
| Rang | Club                | J  | V  | N | D  | Bo | Bd | Pm  | Pe  | Diff | Pts |
| ---- | ------------------- | -- | -- | - | -- | -- | -- | --- | --- | ---- | --- |
| 1    | USA Perpignan       | 30 | 24 | 1 | 5  | 7  | 2  | 821 | 504 | +317 | 107 |
| 2    | RC Vannes           | 30 | 21 | 2 | 7  | 8  | 3  | 722 | 513 | +209 | 99  |
| 3    | Biarritz olympique  | 30 | 19 | 2 | 9  | 6  | 5  | 700 | 578 | +122 | 91  |
| 4    | Oyonnax Rugby       | 30 | 18 | 2 | 10 | 4  | 1  | 808 | 657 | +151 | 81  |
| 5    | FC Grenoble         | 30 | 16 | 1 | 13 | 4  | 5  | 666 | 594 | +72  | 75  |
| 6    | Colomiers Rugby     | 29 | 16 | 1 | 12 | 2  | 6  | 617 | 587 | +30  | 74  |
| 7    | USO Nevers          | 30 | 13 | 1 | 16 | 5  | 6  | 650 | 652 | -2   | 65  |
| 8    | US Carcassonne      | 30 | 14 | 1 | 15 | 3  | 4  | 653 | 665 | -12  | 65  |
| 9    | US Montauban        | 30 | 14 | 1 | 15 | 0  | 2  | 627 | 762 | -135 | 60  |
| 10   | Stade aurillacois   | 30 | 12 | 1 | 17 | 2  | 6  | 557 | 585 | -28  | 58  |
| 11   | Stade montois       | 29 | 11 | 3 | 15 | 2  | 4  | 550 | 662 | -112 | 56  |
| 12   | AS Béziers          | 30 | 10 | 1 | 19 | 3  | 11 | 620 | 671 | -51  | 56  |
| 13   | Provence Rugby      | 30 | 11 | 2 | 17 | 1  | 6  | 622 | 743 | -121 | 55  |
| 14   | Rouen NR            | 30 | 11 | 1 | 18 | 1  | 7  | 552 | 605 | -53  | 54  |
| 15   | Valence Romans DR   | 30 | 9  | 3 | 18 | 1  | 6  | 647 | 804 | -157 | 49  |
| 16   | Soyaux Angoulême XV | 30 | 8  | 1 | 21 | 1  | 7  | 522 | 752 | -230 | 42  |

|  | Qualication pour les demi-finales (no 1, no 2) .          |
|  | Qualification pour les barrages (no 3, no 4, no 5, no 6). |
|  | Relégation en Nationale (no 15 et no 16).                 |

Attribution des points : victoire sur tapis vert : 5, victoire : 4, match nul : 2, défaite : 0, forfait : -2 ; plus les bonus (offensif : 3 essais de plus que l'adversaire ; défensif : défaite par 5 points d'écart ou moins; les deux bonus peuvent se cumuler).
Règles de classement :
1. points terrain (bonus compris) ; 2. points terrain obtenus dans les matchs entre équipes concernées ; 3. différence de points sur l'ensemble des matchs ; 4. différence de points dans les matchs entre équipes concernées ; 5. différence entre essais marqués et concédés dans les matchs entre équipes concernées ; 6. nombre de points marqués sur l'ensemble des matchs ; 7. différence entre essais marqués et concédés ; 8. nombre de forfaits n'ayant pas entraîné de forfait général ; 9. place la saison précédente.

#### Phases finales
Le BO reçoit Grenoble en barrage devant 1 000 spectateurs à la suite de l'assouplissement des mesures sanitaires contre le Covid-19, et s'impose largement 41 à 14 grâce notamment à un triplé de Gavin Stark. Les Biarrots se déplacent sur la pelouse de Vannes en demi-finale et s'imposent d'un point sur un essai de Stark après la sirène, atteignant ainsi la finale depuis la première fois depuis la descente du club en 2014.
En finale, le BO est battu par Perpignan (14-33) et dispute donc le match d'accession au Top 14 contre l'avant-dernier de première division, l'Aviron bayonnais. Toujours à égalité à la fin du temps réglementaire (3-3) et après les prolongations (6-6), les deux équipes doivent se départager aux tirs au but. Le sixième tireur biarrot Steffon Armitage donne la victoire à son équipe après un échec d'Aymeric Luc.

### Tableau final
|  | Barrages                                                      | Barrages                                              |                                                  |                                                  | Demi-finales                                         | Demi-finales                                         |  |  | Finale                                             | Finale                                             |
|  | Barrages                                                      | Barrages                                              |                                                  |                                                  | Demi-finales                                         | Demi-finales                                         |  |  | Finale                                             | Finale                                             |
|  |                                                               |                                                       |                                                  |                                                  |                                                      |                                                      |  |  |                                                    |                                                    |
|  | 22 mai 2021 à 13 h 5 au Stade Charles-Mathon, Oyonnax         | 22 mai 2021 à 13 h 5 au Stade Charles-Mathon, Oyonnax |                                                  |                                                  | 30 mai 2021 à 15 h 30 au stade Aimé-Giral, Perpignan | 30 mai 2021 à 15 h 30 au stade Aimé-Giral, Perpignan |  |  | 5 juin 2021 à 17 h 30 au GGL Stadium à Montpellier | 5 juin 2021 à 17 h 30 au GGL Stadium à Montpellier |
|  | 22 mai 2021 à 13 h 5 au Stade Charles-Mathon, Oyonnax         | 22 mai 2021 à 13 h 5 au Stade Charles-Mathon, Oyonnax |                                                  |                                                  | 30 mai 2021 à 15 h 30 au stade Aimé-Giral, Perpignan | 30 mai 2021 à 15 h 30 au stade Aimé-Giral, Perpignan |  |  | 5 juin 2021 à 17 h 30 au GGL Stadium à Montpellier | 5 juin 2021 à 17 h 30 au GGL Stadium à Montpellier |
|  | 22 mai 2021 à 13 h 5 au Stade Charles-Mathon, Oyonnax         | 22 mai 2021 à 13 h 5 au Stade Charles-Mathon, Oyonnax | USA Perpignan                                    | 27                                               |                                                      |                                                      |  |  | 5 juin 2021 à 17 h 30 au GGL Stadium à Montpellier | 5 juin 2021 à 17 h 30 au GGL Stadium à Montpellier |
|  | Oyonnax rugby                                                 | 28                                                    | USA Perpignan                                    | 27                                               |                                                      |                                                      |  |  | 5 juin 2021 à 17 h 30 au GGL Stadium à Montpellier | 5 juin 2021 à 17 h 30 au GGL Stadium à Montpellier |
|  | Oyonnax rugby                                                 | 28                                                    | Oyonnax rugby                                    | 15                                               |                                                      |                                                      |  |  | 5 juin 2021 à 17 h 30 au GGL Stadium à Montpellier | 5 juin 2021 à 17 h 30 au GGL Stadium à Montpellier |
|  | Colomiers rugby                                               | 22                                                    | Oyonnax rugby                                    | 15                                               |                                                      |                                                      |  |  | 5 juin 2021 à 17 h 30 au GGL Stadium à Montpellier | 5 juin 2021 à 17 h 30 au GGL Stadium à Montpellier |
|  | Colomiers rugby                                               | 22                                                    | 30 mai 2021 à 18 h au stade de la Rabine, Vannes | 30 mai 2021 à 18 h au stade de la Rabine, Vannes | USA Perpignan                                        | 33                                                   |  |  |                                                    |                                                    |
|  | 22 mai 2021 à 15 h 30 au Parc des sports d'Aguiléra, Biarritz |                                                       | 30 mai 2021 à 18 h au stade de la Rabine, Vannes | 30 mai 2021 à 18 h au stade de la Rabine, Vannes | USA Perpignan                                        | 33                                                   |  |  |                                                    |                                                    |
|  |                                                               | Biarritz olympique                                    | 30 mai 2021 à 18 h au stade de la Rabine, Vannes | 30 mai 2021 à 18 h au stade de la Rabine, Vannes | 14                                                   |                                                      |  |  |                                                    |                                                    |
|  | Biarritz olympique                                            | Biarritz olympique                                    | 30 mai 2021 à 18 h au stade de la Rabine, Vannes | 30 mai 2021 à 18 h au stade de la Rabine, Vannes | 14                                                   | 41                                                   |  |  |                                                    |                                                    |
|  | Biarritz olympique                                            | RC Vannes                                             | 33                                               |                                                  |                                                      | 41                                                   |  |  |                                                    |                                                    |
|  | FC Grenoble                                                   | RC Vannes                                             | 33                                               | 14                                               |                                                      |                                                      |  |  |                                                    |                                                    |
|  | FC Grenoble                                                   | Biarritz olympique                                    | 34                                               | 14                                               |                                                      |                                                      |  |  |                                                    |                                                    |
|  |                                                               | Biarritz olympique                                    | 34                                               |                                                  |                                                      |                                                      |  |  |                                                    |                                                    |

### Équipe Espoirs
| - Biarritz olympique - Section paloise : 19-27 - USON Nevers Rugby - Biarritz olympique : 27-15 - Biarritz olympique - Soyaux Angoulême XV : 11-16 - Biarritz olympique - Vannes : 22-27 - Rouen Normandie rugby - Biarritz olympique : 10-39 - Biarritz olympique - US Montauban : 17-16 - RC Massy - Biarritz olympique : 14-41 - Section paloise - Biarritz olympique : 15-30 - Biarritz olympique - USON Nevers Rugby : 27-14 - Soyaux Angoulême XV - Biarritz olympique : 26-31 - Biarritz olympique - RC Massy : 41-40 - Vannes - Biarritz olympique : 43-3 - US Montauban - Biarritz olympique : 17-26 |

## Joueurs et encadrement technique

### Encadrement technique
Nicolas Nadau (arrières) et Shaun Sowerby (avants) entraînent l'équipe sous la houlette du directeur sportif Matthew Clarkin. Laurent Mazas (buteurs), Benoît Baby (technique individuelle) et Roger Ripol (mêlée) complètent l'encadrement sportif du groupe professionnel.

### Effectif

#### Capitaine
Steffon Armitage est nommé capitaine pour la deuxième saison consécutive. Il est suppléé par Romain Ruffenach pour les matchs à Rouen, contre le Stade montois et Valence-Romans et Yvan Watremez.

#### Effectif professionnel
| Nom                      | Poste                | Date de naissance | Nationalité sportive | Sélections (PM) | Club précédent        | Arrivée au club | Fin de contrat | Formé au club | JIFF |
| ------------------------ | -------------------- | ----------------- | -------------------- | --------------- | --------------------- | --------------- | -------------- | ------------- | ---- |
| Vakhtangi Akhobadze      | Pilier               | 7 mai 1993        | Géorgie              | -               | SU Agen               | 2018            | 2023           | -             | oui  |
| Luka Azariashvili        | Pilier               | 30 novembre 1999  | Géorgie              | -               | Montpellier RC        | 2020            | 2021           | -             | oui  |
| Guy Millar               | Pilier               | 23 avril 1992     | Australie            | -               | Highlanders           | 2018            | 2023           | -             | -    |
| Thomas Synaeghel         | Pilier               | 26 avril 1987     | France               | -               | Stade rochelais       | 2016            | 2021           | -             | oui  |
| Ushangi Tcheishvili      | Pilier               | 29 août 1997      | Géorgie              | -               | Montpellier RC        | 2020            | 2021           | -             | oui  |
| Yvan Watremez            | Pilier               | 26 avril 1987     | France               | 1 (0)           | Montpellier RC        | 2019            | 2024           | oui           | oui  |
| François Da Ros          | Talonneur            | 29 septembre 1983 | France               | -               | CA Brive              | 2020            | 2022           | -             | oui  |
| Lucas Peyresblanques     | Talonneur            | 20 janvier 1998   | France               | -               | Peyrehorade Sports    | 2016            | 2023           | oui           | oui  |
| Romain Ruffenach         | Talonneur            | 4 septembre 1994  | France               | -               | Montpellier RC        | 2019            | 2024           | oui           | oui  |
| Johan Aliouat            | Deuxième ligne       | 22 janvier 1993   | France               | -               | Union Bordeaux Bègles | 2018            | 2022           | -             | oui  |
| Andrew Cramond           | Deuxième ligne       | 15 avril 1994     | Écosse               | -               | RC Vannes             | 2020            | 2022           | -             | -    |
| Sven d'Hooghe            | Deuxième ligne       | 7 juin 1997       | Belgique             | 10 (0)          | Stado Tarbes PR       | 2020            | 2022           | -             | -    |
| Joshua Furno             | Deuxième ligne       | 21 octobre 1989   | Italie               | 37 (10)         | Bidart UC             | 2021            | 2021           | -             | -    |
| Kévin Gimeno             | Deuxième ligne       | 11 septembre 1992 | France               | -               | Castres olympique     | 2020            | 2023           | -             | oui  |
| Evan Olmstead            | Deuxième ligne       | 21 février 1991   | Canada               | 36 (25)         | Newcastle Falcons     | 2019            | 2022           | -             | -    |
| Steffon Armitage         | Troisième ligne      | 20 septembre 1985 | Angleterre           | 5 (0)           | Section paloise       | 2019            | 2021           | -             | oui  |
| Steven David             | Troisième ligne aile | 19 juillet 1994   | France               | -               | RC Massy              | 2019            | 2022           | -             | oui  |
| Johnny Dyer              | Troisième ligne      | 6 avril 1992      | Fidji                | 2 (15)          | Racing 92             | 2020            | 2023           | -             | -    |
| Adam Knight              | Troisième ligne      | 10 juin 1993      | Nouvelle-Zélande     | -               | Otago                 | 2018            | 2021           | -             | -    |
| Dave O'Callaghan         | Troisième ligne aile | 12 janvier 1990   | Irlande              | -               | Munster Rugby         | 2019            | 2021           | -             | -    |
| James Hart               | Demi de mêlée        | 28 juillet 1991   | Irlande              | -               | Munster Rugby         | 2019            | 2022           | -             | oui  |
| Gilles Bosch             | Demi d'ouverture     | 12 juillet 1990   | France               | -               | US Carcassonne        | 2020            | 2023           | -             | oui  |
| Willie du Plessis        | Demi d'ouverture     | 5 juin 1990       | Afrique du Sud       | -               | Aviron bayonnais      | 2019            | 2021           | -             | -    |
| Lucas Lebraud            | Centre               | 8 avril 1997      | France               | -               | Union Bordeaux Bègles | 2019            | 2022           | -             | oui  |
| Romain Lonca             | Centre               | 26 novembre 1991  | France               | -               | Union Bordeaux Bègles | 2019            | 2024           | oui           | oui  |
| Ilian Perraux            | Centre               | 4 avril 1992      | France               | -               | Soyaux-Angoulême      | 2018            | 2022           | -             | oui  |
| Brieuc Plessis-Couillaud | Centre               | 19 avril 1994     | France               | -               | Stade rochelais       | 2020            | 2023           | -             | oui  |
| Francis Saili            | Centre               | 4 avril 1992      | Nouvelle-Zélande     | 2 (0)           | Harlequins            | 2020            | 2022           | -             | -    |
| François Vergnaud        | Centre               | 8 octobre 1997    | France               | -               | SC Albi               | 2018            | 2023           | oui           | oui  |
| Yohann Artru             | Ailier               | 31 mai 1992       | France               | -               | USA Perpignan         | 2017            | 2022           | -             | oui  |
| Steeve Barry             | Ailier               | 17 février 1994   | France               | -               | Stade rochelais       | 2019            | 2022           | -             | oui  |
| Benoît Lazzarotto        | Ailier               | 21 janvier 1988   | France               | -               | US Carcassonne        | 2018            | 2021           | -             | oui  |
| Henry Speight            | Ailier               | 24 mars 1988      | Australie            | 19 (20)         | Queensland Reds       | 2020            | 2022           | -             | -    |
| Gavin Stark              | Ailier               | 18 décembre 1995  | Nouvelle-Zélande     | -               | Otago                 | 2019            | 2023           | -             | -    |
| Darly Domvo              | Arrière              | 3 mars 1992       | France               | -               | Sans club             | 2020            | 2023           | -             | oui  |
| Ximun Lucu               | Arrière              | 9 décembre 1989   | France               | -               | Stade montois         | 2016            | 2022           | oui           | oui  |

#### Effectif Espoir
| Nom                  | Poste                | Date de naissance | Nationalité sportive | Sélections (PM) | Club précédent            | Arrivée au club | JIFF |
| -------------------- | -------------------- | ----------------- | -------------------- | --------------- | ------------------------- | --------------- | ---- |
| Baptiste Erdocio     | Pilier               | 13 mars 2000      | France               | -               | -                         | 2018            | oui  |
| Giorgi Nutsubidze    | Pilier               | 11 novembre 1998  | Géorgie              | -               | Lelo Saracens             | 2018            |      |
| Javier Prieto        | Pilier               | 28 novembre 1999  | Espagne              | -               | -                         | 2017            | -    |
| Lucas Santamaria     | Pilier               | 28 avril 2001     | Espagne              | -               | -                         | 2017            | -    |
| Léo Carella          | Talonneur            | 4 avril 2002      | France               | -               | Section paloise           | 2020            | oui  |
| Bastien Darriet      | Talonneur            | 10 septembre 1999 | France               | -               | Union Bordeaux Bègles     | 2020            | oui  |
| Billy Scannell       | Talonneur            | 16 septembre 1999 | Irlande              | -               | Young Munster             | 2019            | -    |
| Dris De Keyser       | Deuxième ligne       | 8 juin 2001       | Belgique             | -               | Gent Rugby                | 2019            | -    |
| Sven Bernat Girlando | Troisième ligne      | 21 décembre 1999  | France               | -               | Rugby olympique de Grasse | -               | oui  |
| James Chalk          | Troisième ligne      |                   | Angleterre           | -               | Northampton Saints        | 2020            | -    |
| Matteo Coustalat     | Troisième ligne      | 17 octobre 2001   | France               | -               | -                         | 2020            | oui  |
| Emerick Delcamp      | Troisième ligne      |                   | France               | -               | Lyon OU                   | 2020            | oui  |
| Mathieu Hirigoyen    | Troisième ligne aile | 25 janvier 1999   | France               | -               | -                         | 2017            | oui  |
| Tornike Jalagonia    | Troisième ligne      | 12 décembre 1998  | Géorgie              | 1 (0)           | Rugby Club Jiki           | 2018            | -    |
| Timu Keenan          | Troisième ligne      |                   | Australie            | -               | Queensland                | 2020            | -    |
| Kerman Aurrekoetxea  | Demi de mêlée        | 4 mai 2000        | Espagne              | 2 (0)           | El Salvador Rugby         | 2019            | -    |
| Barnabé Couilloud    | Demi de mêlée        | 20 février 1999   | France               | -               | Lyon OU                   | 2019            | oui  |
| Gauthier Doubrère    | Demi de mêlée        | 24 décembre 1995  | France               | -               | Union Bordeaux Bègles     | 2018            | oui  |
| Baptiste Jauneau     | Demi de mêlée        |                   | France               | -               | -                         | 2020            | oui  |
| Simon Gely           | Demi d'ouverture     | 17 avril 2000     | France               | -               | Stade toulousain          | 2019            | oui  |
| Gaëtan Robert        | Centre               | 13 juillet 1997   | France               | -               | US Dax                    | 2018            | oui  |
| Auguste Cadot        | Centre               | 28 juillet 2001   | France               | -               | CS beaunois               | 2019            | oui  |
| Gabriel Austruy      | Ailier               | 7 février 2002    | France               | -               | Rugby club nîmois         | 2019            | oui  |
| Isimeli Kuruibua     | Ailier               | 21 avril 1998     | Fidji                | -               | West Harbour Rugby        | 01/2019         | -    |
| Alexandre Nicoué     | Ailier               | 1er février 1997  | France               | -               | ASM Clermont              | 2018            | oui  |
| Rémi Brosset         | Arrière              | 12 février 2000   | France               | -               | SU Agen                   | 2020            | oui  |
| Baptiste Fariscot    | Arrière              |                   | France               | -               | -                         | 2020            | oui  |
| Joe Jonas            | Arrière              | 31 décembre 2000  | Afrique du Sud       | -               | Glenwood High School (en) | 2020            | -    |

### Statistiques individuelles
Joueurs les plus utilisés
- Steeve Barry (2317 minutes)
- Steffon Armitage (2294)
- Francis Saili (2107)
- Guy Millar (1768)
- Gilles Bosch (1659)

Meilleurs marqueurs
- Steeve Barry (8 essais)
- Lucas Peyresblanques (7)
- Gavin Stark (7)
- Francis Saili (6)
- Barnabé Couilloud (5)

Meilleurs buteurs
- Gilles Bosch (135 points)
- Ilian Perraux (111)
- James Hart (95)
- Willie Du Plessis (15)

Equipe type (en nombre de minutes jouées) : Lucu - Barry, Plessis-Couillaud, Saili, Artru - Bosch, Couilloud - Armitage, O'Callaghan, Dyer - Olmstead, Aliouat - Millar, Ruffenach, Watremez.
Sept joueurs sont nommés par la Ligne nationale de rugby dans le XV type de la saison 2020/2021 : Lucas Peyresblanques, Guy Millar, Johnny Dyer, Steffon Armitage, Barnabé Couilloud, Francis Saili et Steeve Barry.
En août 2021, Midi Olympique attribue un Oscar à Steffon Armitage pour récompenser sa saison, tandis que Barnabé Couilloud reçoit un Oscar d'honneur.

### Joueurs en sélection nationale
Plusieurs joueurs sont sélectionnés avec leur équipe nationale :
- Kerman Aurrekoetxea avec l'Espagne[70] : il dispute les deux tests contre l'Uruguay (il est titulaire lors du premier match[71] puis remplaçant lors du second[72] ). Il est remplaçant contre la Géorgie dans le cadre de l'Europe Championship[73].
- Johnny Dyer avec les Fidji[74] lors de la Coupe d'Automne des nations : il est titulaire contre la Géorgie, inscrivant un essai[75]. Il est également sélectionné pour la tournée d'été 2021[76] et est titularisé lors des deux tests contre la Nouvelle-Zélande[77],[78].
- Tornike Jalagonia avec la Géorgie[79] : il entre en jeu contre l'Angleterre[80] et est titulaire contre l'Irlande[81] et les Fidji[75] pour la Coupe d'Automne des nations. Il est de nouveau sélectionné pour l'Europe Championship pour affronter la Russie[82] puis est titulaire contre le Portugal (un essai)[83], l'Espagne (un essai)[73] et la Russie[84]. Retenu pour la tournée d'été, il est titulaire lors du premier test contre l'Afrique du Sud[85].
- Baptiste Jauneau, pensionnaire du centre de formation, est retenu avec l'équipe de France des moins de 20 ans pour le Tournoi des VI Nations avant d'être mis à disposition des moins de 18 ans pour le championnat d'Europe de rugby à VII[86].
- Giorgi Nutsubidze est sélectionné dans le groupe de la Géorgie pour l'Europe Championship[87], il est remplaçant contre la Russie[82].
- Evan Olmstead est retenu dans le groupe du Canada pour la tournée d'été 2021[88].
- Ushangi Tcheishvili est sélectionné dans le groupe de la Géorgie pour l'Europe Championship en février 2021[87].

## Aspects juridiques et économiques

### Organigramme
Fin août 2020, le responsable du centre de formation Mathieu Rourre est remplacé par Renaud Dulin.
- Président du directoire : Jean-Baptiste Aldigé
- Président du conseil de surveillance : Louis-Vincent Gave
- Président de l'association : Sébastien Beauville
- Entraîneurs : Nicolas Nadau (arrières), Shaun Sowerby (avants), Laurent Mazas (buteurs), Roger Ripol (mêlée)
- Directeur sportif : Matthew Clarkin
- Directeur du centre de formation : Renaud Dulin
- Entraîneurs des espoirs : Jean-Emmanuel Cassin (arrières) et Hugh Chalmers (avants)
- Entraîneurs Crabos : Adrien Asteggiano, Benoît Baby, Eric Darritchon, Jérémy Ferreira
- Préparateurs physiques : Gareth Adamson, Alexandre Oliveira, Guillaume Ollivier
- Médecins : Xan Aguerre, Hugo Caussidies-Laly, Léo Charbonnier, Thibault Martin, Jean-Louis Rebeyrol, Eva Robquin, François Ruis, Guillaume Zunzarren
- Analyste vidéo : Corentin Carrere
- Intendance : Christian Harcot, Daniel Lejeune, David Rabot, Francis Datcharry, Georges Mercé

### Tenues, équipementiers et sponsors
Le Biarritz olympique est équipé par la marque Macron.
L'équipe évolue avec deux nouveaux jeux de maillots présentés le 8 juin 2020, renouant avec les couleurs historiques :
- Un maillot rouge sur la partie supérieure et blanc sur la partie inférieure. Le short et les chaussettes sont uniformément rouges.
- Un maillot uniformément noir avec un liseré vert sur le col et les manches. Le short et les chaussettes sont également noires.

Les sponsors apparaissant sur le maillot sont les sociétés Gavekal à domicile et Damon à l'extérieur, entreprises présidées par Louis-Vincent Gave. Les entreprises Lauak et A-Ride apparaissent également respectivement sur le torse et la manche gauche.

## Affluence au stade
En raison des mesures sanitaires destinées à lutter contre la pandémie de Covid-19, l'affluence dans les stades est limitée à 5000 spectateurs pour le début de la saison. À partir du mois de novembre, les matchs se jouent à huis clos, mesure qui est levée le mai 2021 avec une jauge à 1000 spectateurs puis 5000 à partir du mois du 9 juin 2021.

## Extra-sportif
Le 10 juin 2020, le Directoire présidé par Jean-Baptiste Aldigé procède à l'injection la somme d'1,5 million d’euros afin de porter le capital à 11 264 780,70 euros, permettant de valider les comptes prévisionnels auprès de la DNACG.
Début septembre 2020, Pascal Ondarts annonce démissionner de sa fonction de président des Socios du Biarritz olympique. Il est remplacé par Michel Lafaurie.

### Stade
Le projet de restructuration du centre de formation, première étape du réaménagement du plateau d'Aguiléra, connaît une première avancée en septembre 2020 avec la sélection de trois candidats à la maîtrise d'ouvrage pour les travaux prévus à l'automne 2021. Le calendrier est finalement décalé à la demande de la mairie pour inclure de nouvelles études.
Le 15 février 2021, la mairie annonce qu'elle ne pourra soutenir le projet présenté par la direction du club en raison notamment de son coût pour les finances publiques.

### Partenariats
En mai 2021, le club annonce la signature d'un partenariat avec le site de rencontres homosexuelles Grindr, qui doit devenir le sponsor maillot à partir de la saison 2021/2022.